# ICSI

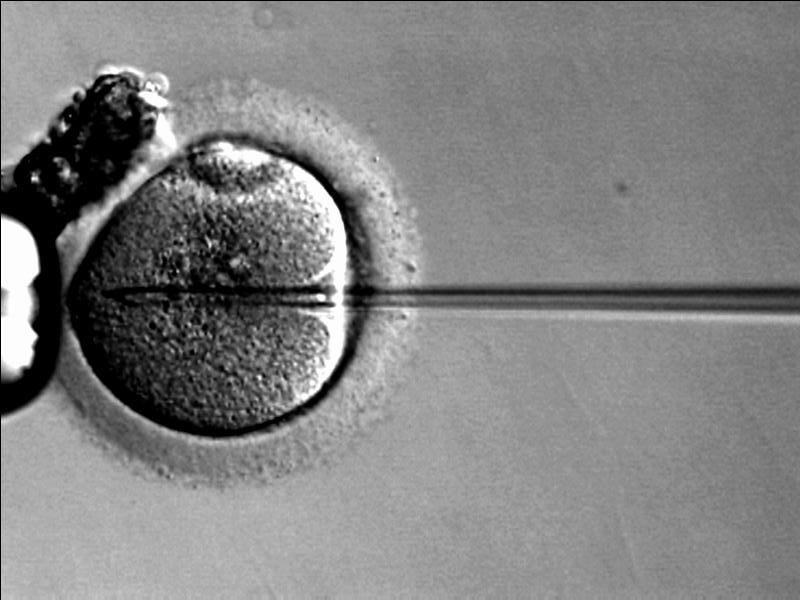
Wprowadzenie plemnika do oocytu podczas ICSI.

ICSI (ang. intracytoplasmic sperm injection) – rodzaj procedury zapłodnienia in vitro, polegający na wprowadzeniu plemnika do cytoplazmy komórki jajowej. Wskazaniem do zastosowania tej techniki są zwykle nieprawidłowe wyniki badania nasienia, niedające pewności zapłodnienia nawet w warunkach in vitro. Stosuje się ją również wtedy, gdy wykonywane w przeszłości próby zapłodnienia pozaustrojowego kończyły się niepowodzeniem.